# Romain Le Grand
Pour les articles homonymes, voir Le Grand.
Romain Le Grand est un producteur de cinéma français né en 1972 à Boulogne-Billancourt, anciennement directeur général chez Pathé Production. En mai 2017, il quitte Pathé, et fonde avec Vivien Aslanian, ex-directeur général de Pathé Distribution, la société de production Marvelous Productions.

## Biographie
Romain Le Grand est diplômé de HEC.
Après un passage chez Walt Disney, Romain Le Grand rejoint le groupe Pathé en 1997 comme chargé d'affaires.
En 2001, il est nommé directeur délégué à la production de Pathé Production. En 2008, il est nommé directeur général adjoint production de Pathé Production.
En 2016, il est débarqué par Jérôme Seydoux de la direction générale de Pathé Production en même temps que Vivien Aslanian, directeur général de Pathé Distribution.

## Filmographie

### Acteur
- 1996 : Un air de famille de Cédric Klapisch : Kevin
- 1998 : L'Instit (TV), épisode 4x09, Touche pas à mon école de David Delrieux : Damien

### Producteur
- 2009 : LOL de Lisa Azuelos
- 2007 : Contre-enquête de Franck Mancuso
- 2007 : Jacquou Le Croquant de Laurent Boutonnat
- 2023 : BDE de Michaël Youn
- 2023 : Hawaii de Mélissa Drigeard
- 2024 : The Return d'Uberto Pasolini
- 2024 : Numéro 10 de David Diane

### Coproducteur
- 2007 : Odette Toulemonde de Éric-Emmanuel Schmitt

### Producteur associé
- 2013 : La grande belleza de Paolo Sorrentino
- 2008 : Mes amis, mes amours de Lorraine Lévy
- 2004 : Les Choristes de Christophe Barratier

### Coproducteur délégué
- 2008 : Faubourg 36 de Christophe Barratier
- 2011 : David et Madame Hansen de Alexandre Astier